# Coro (teatro)

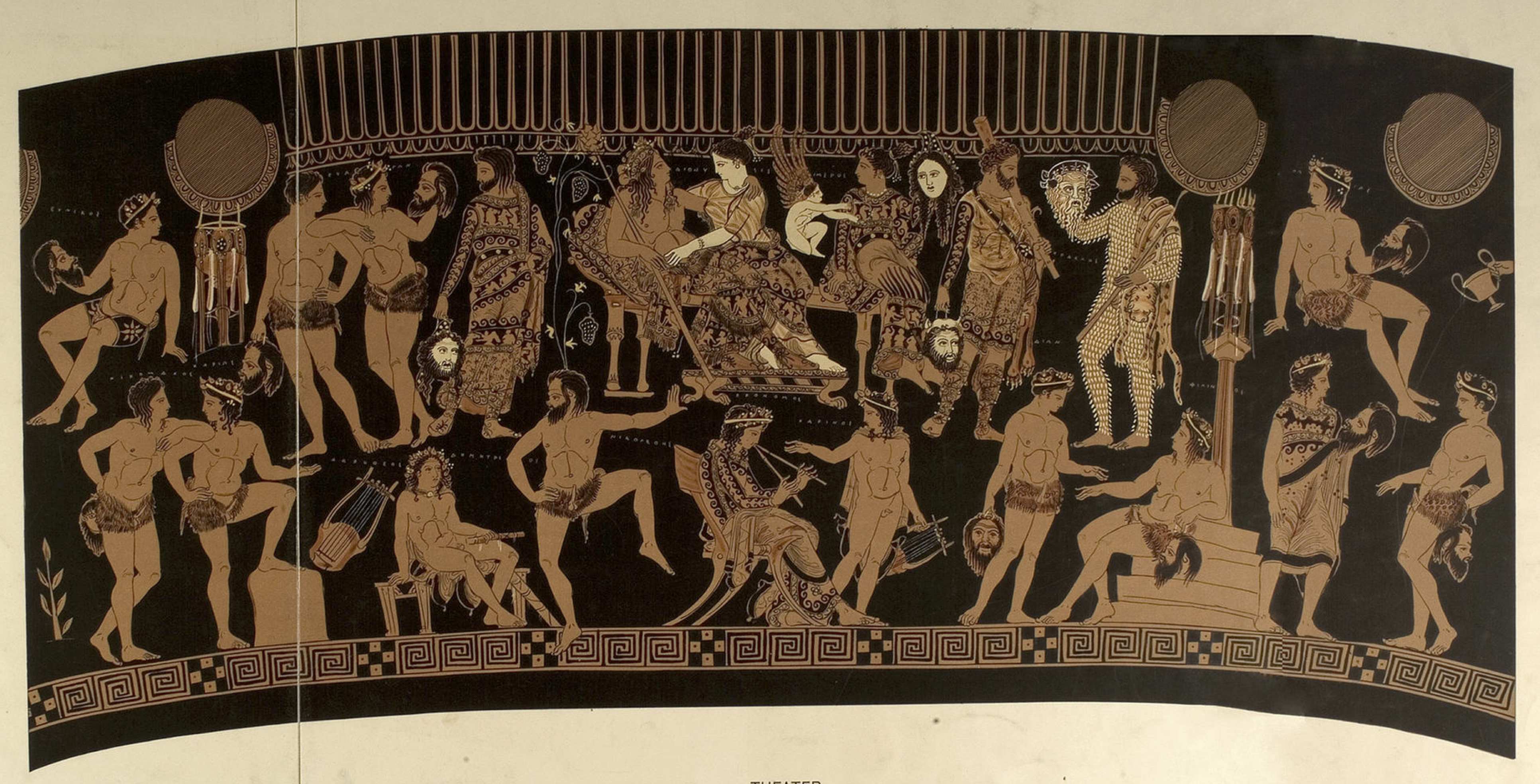
Imagen de una crátera de c. 400 a. C. atribuida al pintor de Pronomo, que se conserva en el Museo Arqueológico Nacional de Nápoles. Se interpreta como una compañía teatral completa —con los actores, un coro de sátiros, músicos y un poeta— junto con Dioniso y Ariadna.

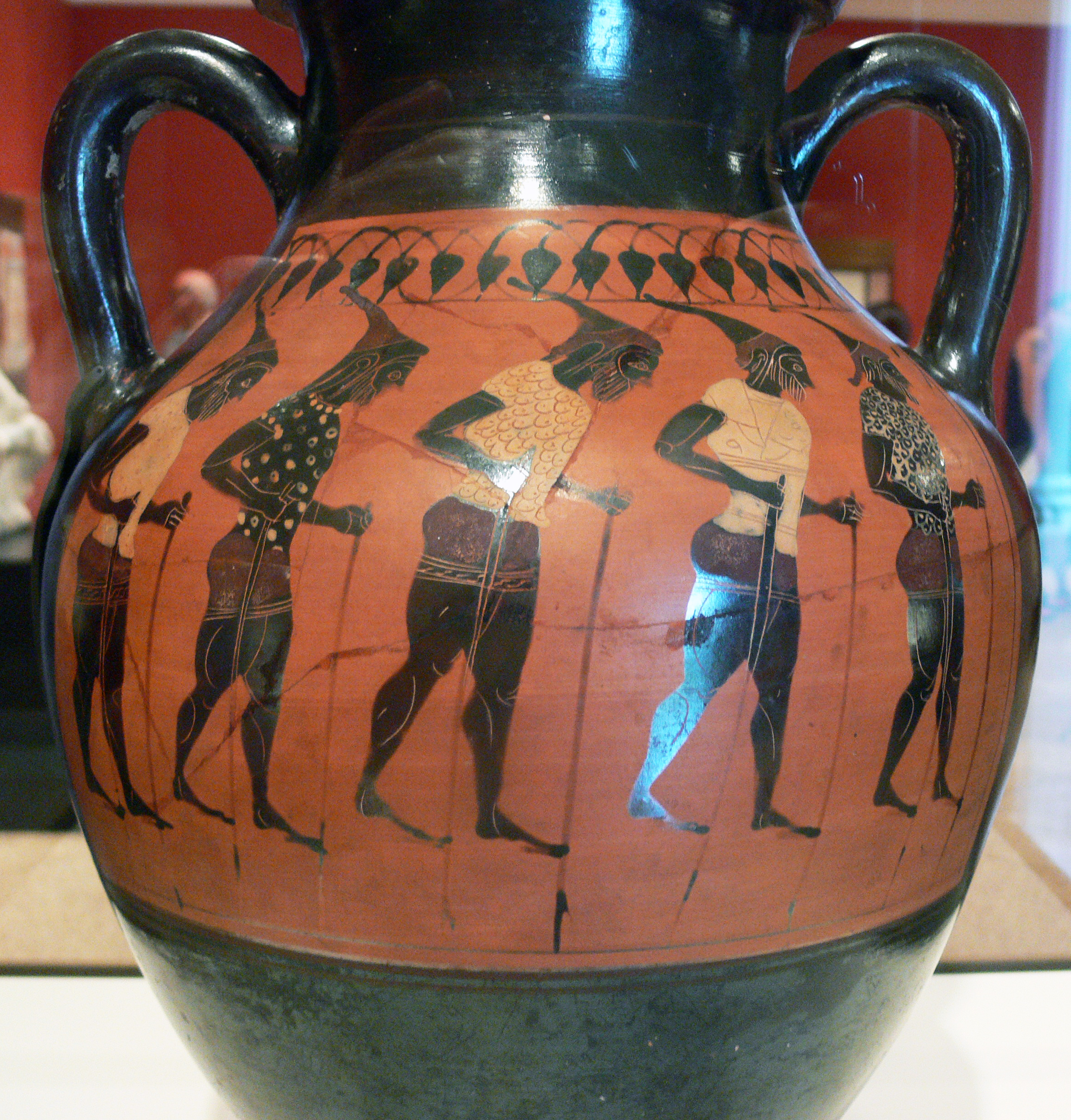
Ánfora de cerámica de figuras negras que representan a unos coreutas con zancos; conservada en Villa Getty.

En las obras de teatro de la Grecia Antigua, el coro (χορός, khoros; choros) era un grupo de actores que representaban un personaje colectivo y cantaban al unísono. En sus intervenciones comentaban la acción y a veces interactuaban con los actores individuales. Cuando el coro quería funcionar como un actor más, era el corifeo o jefe del coro el que en lugar de cantar, recitaba.
Representaba a veces a personajes divinos, pero generalmente a personajes marginales, como ancianos, mujeres esclavizadas, sirvientas o bárbaros.
El coro de las tragedias griegas se expresaba generalmente con el canto y con la danza. Además, los miembros del coro reaccionaban con gestos a determinadas palabras de los actores individuales. Solía realizar sus cantos de entrada acompañados del ritmo de un instrumento musical de viento denominado aulós, aunque a veces podían intervenir en el acompañamiento musical otros instrumentos como la lira o la cítara.
El canto de entrada del coro se denominaba párodo y luego realizaba otros cantos —llamados estásimos— a lo largo de la obra teatral.
Los miembros del coro eran llamados coreutas. Se cree, por una información de Pólux, que en los coros de las tragedias más antiguas había 50 miembros. En la tragedias de Esquilo eran 12 y luego Sófocles aumentó su número a 15 coreutas, mientras en la comedia eran 24. Se atribuye al dramaturgo del siglo VI a. C. Tespis la división del coro en dos semicoros.
En las obras de Esquilo el coro guarda una gran importancia. Tiene el papel clave del protagonista en Las suplicantes, y el de antagonista en Las euménides. En las obras de autores posteriores el coro perdió importancia, aunque se encuentran excepciones en las que también asume un papel fundamental, como en Las bacantes de Eurípides, donde el coro representa a las sirvientas fanáticas de Dioniso. 
Con respecto a las interpretaciones sobre su función en las tragedias griegas, se ha señalado su carácter colectivo y anónimo, lo que le otorga el papel de expresar los sentimientos de la comunidad. Otro aspecto que se ha destacado es la tensión existente entre la colectividad del coro y la individualidad de los héroes.
El coro es igualmente utilizado en algunas obras posteriores a las tragedias griegas, como en Romeo y Julieta, Troilo y Crésida, Enrique V y Enrique VIII de William Shakespeare.